# Пятовская (Тотемский район)
Пятовская — деревня в Тотемском районе Вологодской области. Административный центр Пятовского сельского поселения.
С точки зрения административно-территориального деления — центр Пятовского сельсовета.
Расстояние по автодороге до районного центра Тотьмы — 1 км. Ближайшие населённые пункты — Большая Семеновская, Брагинская, Варницы, Углицкая.
По переписи 2002 года население — 109 человек (54 мужчины, 55 женщин). Преобладающая национальность — русские (97 %).